# Ben Burnley
Benjamin Jackson Burnley, detto Ben (Atlantic City, 10 marzo 1978), è un cantautore e chitarrista statunitense, noto per essere il leader del gruppo musicale Breaking Benjamin.

## Biografia
Burnley è cresciuto a Selinsgrove, in Pennsylvania. Egli stesso ha dichiarato che imparò a suonare la chitarra all'età di 14 anni, ascoltando ripetutamente l'album Nevermind dei Nirvana. Egli ha inoltre affermato che i Nirvana sono la sua più grande influenza. Prima della formazione dei Breaking Benjamin, Ben aveva guadagnato soldi per eseguire alcune reinterpretazioni di vari artisti; quindi cominciò insieme agli altri componenti della band a esibirsi in vari pub o quartieri della zona con il nome di Plan 9, poi cambiato in "Benjamin". In seguito dopo aver eseguito una performance dei Nirvana, si ruppe casualmente il coperchio del microfono di Ben. Dopo questo evento il nome della band fu aggiornato in "Breaking Benjamin".

### Breaking Benjamin
Ben Burnley e Jeremy Hummel andarono al liceo insieme ai tempi della loro adolescenza. Nel 1999 Aaron Fink e Mark James Klepaski lasciarono i Lifer per seguire Benjamin Burnley e formare così quelli che poi sarebbero diventati i Breaking Benjamin.

#### Phobia
In un'intervista concessa a Rockline nel 2006, Burnley ha dichiarato che Phobia è stato composto in modo tale che ogni brano potesse essere un potenziale singolo.